# Zygostates ligulata
Zygostates ligulata är en orkidéart som beskrevs av Antonio Luiz Vieira Toscano och Werkh. Zygostates ligulata ingår i släktet Zygostates och familjen orkidéer. Inga underarter finns listade i Catalogue of Life.